# Christoph Stoltzenberg
Christoph Stoltzenberg   (Wertheim, 21 de febrer de 1690 - Ratisbona, 11 de juny de 1764) fou un compositor alemany del Barroc.
Christoph Stoltzenberg (també deletrat Stolzenberg) va anar a l'escola de l'Esperit Sant a Nuremberg el 1701. El 1703 es va traslladar a les seves germanes a Worms i hi va continuar la seva formació. Des del 1706 va estudiar a l'institut a Frankfurt del Main, on va rebre classes de piano i violí i va treballar com a cantant de cor. Stoltzenberg va tornar a Nuremberg el 1708. Després va seguir una estada d'un any amb el seu germà a Hamburg. El viatge de tornada el 1709 va anar per Lüneburg, Dresden, Bohèmia i Moravia fins a Salzburg, després a Nuremberg per Ratisbona i Altdorf.
El 1710 Stoltzenberg va començar a estudiar música amb Nikolaus Deinl a Nuremberg. El 1711 va sol·licitar amb èxit el lloc de cantor a Sulzbach. Es va casar amb la filla de l'alcalde Kunigunda Wuttig. Amb ella va tenir dues filles i un fill. El 1714, l'Ajuntament de Ratisbona el va nomenar cantor al "Gymnasium poeticum" i director de música eclesiàstica del "Neupfarr, Oswald" i la "Dreieinigkeitskirche".
Després de la mort de la seva dona el 1717, Stoltzenberg es va casar amb la filla del pastor Christiana Anna Thillens, amb qui va tenir vuit filles i tres fills. Va adquirir la ciutadania de Ratisbona el 1719.
Va morir inesperadament l'11 de juny de 1764. La seva segona esposa el va sobreviure 14 anys. El seu fill Ehrenreich Carl el va seguir al despatx de cantor.

## Honors
Hi ha una Stolzenbergstrasse (avinguda) als seus llocs d'activitat a Sulzbach-Rosenberg i Regensburg.
El científic natural, inventor i pastor Jacob Christian Schäffer va dedicar el seu llibre "Suggeriments explicatius per a la millora i la promoció de les ciències naturals" (Regensburg, 2a edició 1764, publicat per Johann Leopold Montag) a Christoph Stolzenberg, "el més merescut, ben professor estimat i honrat de cinquanta anys (...)".

## Obres
L'obra de Stoltzenberg, que avui es coneix, va ser redescoberta en gran manera, accessible, publicada i gravada per Jürgen-Peter Schindler. Consisteix en particular en set anys de cantates, concretament de 1711, 1714, 1719, 1722, 1723 i 1739.
Les següents obres, especialment les cantates per a ocasions especials, mereixen una menció especial:
- Weinender Petrus (1722)
- Das unter Nebucadnezar, dem König zu Babylon gedrückte doch erquickte Zion (1732)
- Huldigungsmusiken: 1727, 1728, 1730, 1731
- Erfreuliches Lob- und Danck-Opfer dem großen Gott zu Ehren bey dem erneuerten Denckmal der vor Dreyhundert Jahren erfundenen Edlen Buchdrucker-Kunst (1740)
- Messen und Psalmen
- Sterbemotetten
- Werke für Soloinstrumente
- Orchesterwerke